# Lucia Dalmasso
Lucia Dalmasso (Feltre, 28 maggio 1997) è una snowboarder italiana.

## Biografia
Originaria di Falcade (BL), ha iniziato la sua carriera di snowboarder nel 2016, dopo una precedente carriera nello sci alpino.
Ha esordito in Coppa Europa il 20 gennaio 2017 a Livigno, posizionandosi 46ª, e in Coppa del Mondo il 13 dicembre 2018 a Carezza, posizionandosi 40ª.
Il 12 dicembre 2020 a Cortina d'Ampezzo si è qualificata per la prima volta alle finali della Coppa del Mondo, posizionandosi 13ª.
Conquista il primo podio in Coppa Europa salendo sul gradino più alto nello slalom gigante parallelo disputatosi in Val di Funes il 28 febbraio 2021.
Il 31 marzo 2021, sempre in Val di Funes, diventa campionessa italiana assoluta di slalom parallelo e di gigante parallelo.
Conquista il primo podio in Coppa del Mondo posizionandosi 2ª in slalom gigante parallelo a Blue Mountain il 26 gennaio 2023.
Il 30 marzo 2023 ha conquistato la medaglia d'oro ai campionati italiani di Cortina d'Ampezzo, laureandosi per la seconda volta campionessa italiana assoluta di slalom parallelo.
Ha partecipato ad una edizione dei Giochi olimpici, quella di Pechino 2022, classificandosi 29ª nello slalom gigante parallelo, e ad una edizione dei campionati mondiali, ossia Bakuriani 2023, in slalom gigante parallelo e slalom parallelo classificandosi rispettivamente 4ª e 8ª.
Nel dicembre 2023 ha conquistato due secondi posti in Coppa del Mondo, a Cortina d'Ampezzo nello slalom gigante parallelo e a Davos nello slalom parallelo.
Il 13 gennaio 2024 ha conquistato per la prima volta il gradino più alto del podio in Coppa del Mondo a Scuol, in Svizzera. Quattro giorni dopo, ha conquistato il secondo posto insieme a Daniele Bagozza nello slalom parallelo a squadre a Bad Gastein, in Austria.

## Palmarès

### Coppa del Mondo
- Miglior piazzamento nella Coppa del Mondo di parallelo: 4ª nel 2024
- Miglior piazzamento nella Coppa del Mondo di slalom gigante parallelo: 3ª nel 2024
- Miglior piazzamento nella Coppa del Mondo di slalom parallelo: 4ª nel 2024
- 6 podi:
  - 2 vittorie
  - 3 secondi posti
  - 1 terzo posto

#### Coppa del Mondo - vittorie
| Data            | Luogo   | Paese    | Disciplina |
| --------------- | ------- | -------- | ---------- |
| 13 gennaio 2024 | Scuol   | Svizzera | PGS        |
| 7 dicembre 2024 | Yanqing | Cina     | PGS        |

Legenda:

PGS = Slalom gigante parallelo
- 3 podi in team:
  - 1 vittoria
  - 1 secondo posto
  - 1 terzo posto

#### Coppa del Mondo - vittorie in team
| Data          | Luogo      | Paese    | Disciplina | Compagno        |
| ------------- | ---------- | -------- | ---------- | --------------- |
| 10 marzo 2024 | Winterberg | Germania | PSL        | Daniela Bagozza |

Legenda:

PSL = Slalom parallelo